# Сказка (роман)
«Сказка» (англ. Fairy Tale) — роман американского писателя Стивена Кинга в жанре фэнтези, опубликованный в 2022 году.

## Сюжет
Действие романа разворачивается в городке Сентри-Рест (Иллинойс). 17-летний подросток Чарли Рид ухаживает за своим пожилым соседом Говардом Боудичем, сломавшим ногу, и заботится о его собаке по кличке Радар. После смерти Боудича от сердечного приступа Чарли получает в наследство его дом, Радара и аудиокассету с записанным на неё сообщением. Выясняется, что в сарае Боудича есть портал. Через него Чарли попадает в сказочный мир Эмпис, где сталкивается со множеством опасностей. Ему приходится противостоять злу, способному разрушить Эмпис и проникнуть в его родной мир.

## Публикация и оценки
«Сказка» была анонсирована в январе 2022 года и увидела свет 6 сентября того же года. С 15 сентября роман возглавлял список бестселлеров USA Today. Его высоко оценили рецензенты Мэтт Белл из New York Times, Эмилия Ферранте из Michigan Daily, Элисон Флад из The Guardian.
22 сентября 2022 года стало известно, что британский режиссёр Пол Гринграсс, снимавший кинофраншизу о Джейсоне Борне, станет режиссёром, сценаристом и продюсером экранизации «Сказки». Грегори Гудман будет сопродюсером фильма вместе с Гринграссом.